# Diwang International Fortune Center
Le Diwang International Fortune Center est un gratte-ciel de 303 mètres pour 75 étages construit en 2015 Liuzhou en Chine. Il est situé à proximité des Fortune Center Residential Towers. 